# Erich Gruner

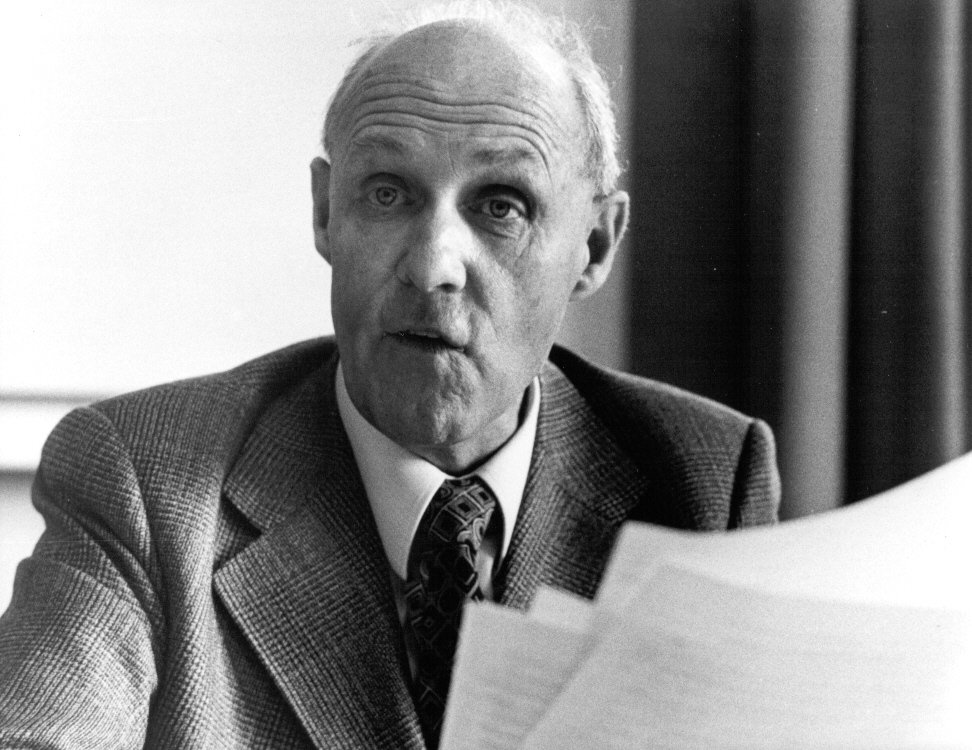
Erich Gruner (1979)

Erich Kurt Paul Gruner (* 5. Januar 1915 in Bern; † 21. Februar 2001 ebenda) war ein Schweizer Historiker und Politologe.

## Leben
Der Sohn eines Pfarrers und Bernburgers und einer Lehrerin studierte Geschichte an den Universitäten Bern (u. a. bei Werner Näf und Richard Feller) und Wien. Er wurde 1942 bei Richard Feller mit einer Dissertation über Das bernische Patriziat und die Regeneration promoviert. Von 1941 bis 1961 arbeitete er als Gymnasiallehrer in Basel. 1961 wurde er ordentlicher Professor für Sozialgeschichte und Soziologie der schweizerischen Politik an der Universität Bern. Dort gründete er 1965 das «Forschungszentrum für schweizerische Politik» (heute: «Institut für Politikwissenschaft»), das er bis zu seiner Pensionierung 1985 leitete. Ebenfalls ab 1965 gab er zusammen mit Peter Gilg das Jahrbuch Année politique suisse heraus.
Gruners Arbeitsgebiete waren die Verbände, Parteien und politischen Institutionen der Schweiz. Er förderte die Anwendung sozialwissenschaftlicher Ansätze in der schweizerischen Geschichtswissenschaft sowie die Institutionalisierung der Politikwissenschaft in der Schweiz. Er war neben Markus Mattmüller (Basel) und Rudolf Braun (Zürich) einer der Pioniere der Sozialgeschichtsschreibung in der Deutschschweiz. 1977 war er ein Initiator der VOX-Analysen. Gruner verfasste auch Lehrmittel zur Weltgeschichte des 20. Jahrhunderts und zur schweizerischen Staatskunde.
1975 ehrte ihn die Universität Lausanne mit einem Ehrendoktortitel.
Er war mit Dorothea Burckhardt, Tochter des Historikers Paul Burckhardt, verheiratet. Seine Schwager waren Manfred Szadrowsky und Peter Bearth.
Gruners Nachlass befindet sich in der Burgerbibliothek Bern. Im Gedenken an ihn wird seit 2018 von den Alumni des Instituts für Politikwissenschaften der Universität Bern der «Erich-Gruner-Preis» verliehen.

## Werke (Auswahl)
- Das bernische Patriziat und die Regeneration. Lang, Bern 1943 (Dissertation, Universität Bern, 1942).
- Die Schweizerische Bundesversammlung 1848–1920. 2 Bände. Francke, Bern 1966.
- Junge Schweizer erleben den Zweiten Weltkrieg. In: Berner Zeitschrift für Geschichte und Heimatkunde. Bd. 35, 1973, S. 129–176 (Digitalisat).
- Die Arbeiter in der Schweiz im 19. Jahrhundert. Soziale Lage, Organisation, Verhältnis zu Arbeitgeber und Staat. Francke, Bern 1968; Nachdruck: Kraus, München 1980.
- Die Parteien in der Schweiz. Francke, Bern 1969; 2., neu bearbeitete und erweiterte Auflage 1977.
- Die Schweizerische Bundesversammlung 1920–1968. Francke, Bern 1970.
- (Hrsg.) Arbeiterschaft und Wirtschaft in der Schweiz, 1880–1914. 3 Bände. Chronos, Zürich 1987/1988.